# حسين مزيد
حسين مزيد عويس هادي الديحاني المطيري، من مواليد 1955، نائب سابق في مجلس الأمة الكويتي.

## حياته البرلمانية
شارك في انتخابات مجلس الأمة الكويتي 1999 في الدائرة السابعة عشر، وحصل على المركز الثاني برصيد 2125 صوت وفاز بالانتخابات ، وشارك في انتخابات مجلس الأمة الكويتي 2003 في الدائرة السابعة عشر، وحصل على المركز الأول برصيد 3249 صوت وفاز بالانتخابات ، وشارك في انتخابات مجلس الأمة الكويتي 2006 في الدائرة السابعة عشر، وحصل على المركز الثاني برصيد 5541 صوت وفاز بالانتخابات ، وشارك في انتخابات مجلس الأمة الكويتي 2008 في الدائرة الرابعة، وحصل على المركز الثالث عشر برصيد 7345 صوت وخسر الانتخابات. وشارك في انتخابات مجلس الأمة الكويتي 2009 في الدائرة الرابعة، وحصل على المركز الثالث برصيد 13388 صوت وفاز الانتخابات

## السيرة الذاتية
- دبلوم المعهد التجاري
- ليسانس اداب جامعه دمشق
- مراقب عام بلديه الكويت 1984
- مراقب عام محافظات الاحمدي، العاصمة، الجهراء
- مراقب عام الشؤون الادارية بالبلديه
- عضو لجنه التطوير الإداري العليا بفك التشابك بين وزارات الدولة
- عضو اللجنة العليا للتوصيف الوظيفي
- عضو اللجنة العليا لتنميه المهارات القيادية
- محاضر بالهيئة العامة للتعليم التطبيقي والتدريب
- عضو المجلس البلدي 1993
- نائب رئيس المجلس البلدي 1995
- عضو مجلس الامه 1999، 2003، 2006، 2009